# Caitanya
Caitanya é um termo sânscrito que significa desperto ou inteligência. É a mente individualizada, a essencia do si.
A literatura indiana diz:
avajananti mam mudha 
manusim tanum asritam 
param bhavam ajananto 
mama bhuta-mahesvaram
"Os ignorantes ridicularizam-me quando eu descendo a forma humana. Eles não conhecem minha natureza transcendental e meu supremo dominio sobre tudo."
Esta é mais clara explicação sobre Caitanya, ou seja é a natureza transcendetal do ser humano.  Mas quando se tenta ir mais longe se acaba em contradições.